# Isili
Isili é uma comuna italiana da região da Sardenha, na província da Sardenha do Sul, com cerca de 3.078 habitantes. Estende-se por uma área de 67 km², tendo uma densidade populacional de 46 hab/km². Faz fronteira com Gergei, Gesturi (CA), Laconi, Nuragus, Nurallao, Nurri, Serri, Villanova Tulo.

## Demografia
| Variação demográfica do município entre 1861 e 2011                               |
|                                                                                   |
| Fonte: Istituto Nazionale di Statistica (ISTAT) - Elaboração gráfica da Wikipedia |